# Битва при Мохиси (1520)
Битва при Мохиси (1520) — битва, произошедшая между Гурийским княжеством и Картлийским царством в 1520 году. 

## Предыстория
Сын царя Кахетии Георгий II (Ав-гиорги; Злой Георгий) ещё до того, как стать царем, выступил против царя Александра I и его младшего брата Деметре.
Он не разделял позицию своего отца и брата относительно мирных отношений с Картлийским царством и вместе со своими сторонниками грабил соседнее царство.
В 1511 году Георгий напал на своего отца и брата в селе Сапурцле. Первого он убил, а второму выколол глаза и выгнал его семью из Кахетии, после чего перебрался в Картли и прожил там два года.
По словам царевича и историка Вахушти, Георгий «в непослушании устремился к царству отцовскому, чтобы удовлетворить желание свое» и «посреди поля в сражении убил отца Александра, царя кахов» и «пленил брата своего, Деметре, чтобы в Персию он не бежал», и «лишил глаз его».
Грузинский хронист Бери Эгнаташвили пишет, что Георгий «выжег брату глаза»).

Георгий вошёл в историю как «Ав-Гиорги» (Злой Георгий).
Брат царя Давида, Баграт Мухранбатони, схватил его и запер в тюрьме Ксани, где удавил его.
И так как не переставал Ав-Гиорги разорять страну, предложили братья царю Давиду воспротивиться ему, а он отвечал: «из-за своего зла получит он возмездие, почему мы должны затеять смуту?» Однако Баграт, брат царя Давида сказал: «отнял он Кахети и ныне хочет отнять Картли», и выпросил в удел Мухрани и ущелья Арагви и Ксани с мохевэ и мтиулами под свою власть  и говорил Баграт «я стану врагом Ав-Гиорги». Тогда Давид был вынужден разрешить Баграту это. Выступил Баграт и построил в Мухрани Мтверскую крепость...
... и пришел Ав-Гиорги с большим войском, окружил пребывающего в крепости Баграта и теснил сильно три месяца Баграта. Послал тогда Ав-Гиорги Баграту кувшин с вином и велел сказать: «ты сын царя и уже много время не пил вина, так угощайся». А Баграт в колодце держал живого лосося, отослал его Ав-Гиорги и велел передать: «три месяца пребываешь на реке Ксани и не пробовал рыбу, угощайся, ибо живая она». Удивился Ав-Гиорги и поверил в изобилие пищи у осажденных и отступил, разорил страну и вернулся в Кахети...

... Затем вновь выступил Ав-Гиорги по обыкновению, ограбил Картли и, так как не боялся никого, отослал свои войска вперед, а сам с немногими людьми шел и забавлялся охотой. Тогда Баграт со своим войском проследил за ним в теснине Дзалиси, и когда туда подошел Ав-Гиорги, выбрав подходящее время, атаковал и истребил бывших с ним и захватил Ав-Гиорги и заключил его в Мтверской крепости лета Христова 1513, грузинского 201. Затем в том же году удавили его или умер.Вахушти Багратиони, история царства Грузинского
Кахетинское царство осталось без царя, поскольку наследник престола, батонишвили (царевич) Леван, был несовершеннолетним.

### Битва
Давид X вошел со своей армией в Кахетию и оккупировал страну. Леван Георгиевич несколько раз избегал плена. Его поддержали князья Кахетии, спрятавшие его в крепости Очани под предводительством Гарсевана Чолокашвили. Они воспользовались походом шаха Исмаила I в Картлийское царство и провозгласили Левана царем Кахетии.
В 1518 году Давид X вновь вошел с войском в Кахетию, но потерпел поражение в битве у селения Магаро. Леван попросил помощи у князя Гурии, Мамии I Гуриэли, вторгшегося в Картли в 1520 году.

## Итоги битвы
У селения Мохиси произошла решающая битва, в которой царь Картли потерпел поражение. Давид X, Мамия и Леван подписали перемирие в Мухрани. Мамия обручил свою дочь Тинатин с Леваном, и Давид X признал Левана царем Кахетии.